# Барбарано Романо
Барбарано Романо (итал. Barbarano Romano) је насеље у Италији у округу Витербо, региону Лацио.
Према процени из 2011. у насељу је живело 628 становника. Насеље се налази на надморској висини од 341 м.

## Становништво
Према резултатима пописа становништва 2011. у општини је живело 1.085 становника.
| 1931. | 1936. | 1951. | 1961. | 1971. | 1981. | 1991. | 2001. | 2011. |
| ----- | ----- | ----- | ----- | ----- | ----- | ----- | ----- | ----- |
| 1.245 | 1.222 | 1.223 | 1.100 | 906   | 825   | 897   | 950   | 1.085 |